# Passaic (New Jersey)
Passaic – miasto w Stanach Zjednoczonych, w stanie New Jersey, w hrabstwie Passaic. W 2010 miejscowość zamieszkiwało 69 781 osób. Powierzchnia miasta wynosi 8,4 km².
W mieście rozwinął się przemysł drzewny, farmaceutyczny, elektroniczny oraz lotniczy.

## Filmy i seriale kręcone w mieście
- 2006: Be Kind Rewind[1]
- 2008: Szpital Miłosierdzia, kręcony w St Mary's Hospital[2].